# Elecciones autonómicas de España de 2007

Mapa con el partido que ostenta la presidencia de cada autonomía pasadas las elecciones.

Porcentaje de participación por comunidades autónomas:
<65%
65-70%
70-75%
>75%
No participan

El domingo 27 de mayo de 2007, trece de las diecisiete comunidades autónomas españolas celebraron elecciones autonómicas. De acuerdo con los correspondientes Decretos de 2 de abril de 2007, se convocaron elecciones a las Cortes de Aragón, a la Junta General del Principado de Asturias, al Parlamento de las Islas Baleares, al Parlamento de Canarias, al Parlamento de Cantabria, a las Cortes de Castilla-La Mancha, a las Cortes de Castilla y León, a la Asamblea de Extremadura, a la Asamblea de Madrid, a la Asamblea Regional de Murcia, al Parlamento de Navarra, al Parlamento de La Rioja y a las Cortes Valencianas.
Solo Andalucía, Cataluña, Galicia y País Vasco no celebraron elecciones a sus parlamentos autonómicos este día: Para estos, las elecciones se celebran regularmente en unas fechas diferentes a la de las elecciones a los trece restantes.
Por otra parte, a lo largo de la misma jornada, en el conjunto de España se celebraron también elecciones a los Ayuntamientos de los más de ocho mil municipios que existen en el país (elecciones municipales); a las asambleas de Ceuta y Melilla; a las Juntas Generales del País Vasco; a los Cabildos Insulares canarios; a los Consejos Insulares de Baleares; al Consejo General de Arán; y a los concejos de Navarra.

## Precampaña electoral
A continuación se detalla un análisis sobre las legislaturas previas, el proceso de elección de candidatos y las expectativas políticas de cada una de las comunidades autónomas que concurrirán a las elecciones.

### Aragón
Aragón celebrará sus séptimas elecciones a las Cortes de Aragón desde 1983. Las Cortes de Aragón, que constan de 67 escaños, se distribuyeron durante la VI legislatura de la siguiente forma: PSOE, 27 diputados; PP, 22 diputados; Chunta Aragonesista (CHA), 9 diputados; Partido Aragonés (PAR), 8 diputados; IU, 1 diputado. Gobierna el PSOE en coalición con el PAR.
Algunos de los temas más importantes tratados en la legislatura previa a las elecciones fueron, como quedó reflejado en el debate sobre el estado de la Comunidad de septiembre de 2006, la situación económica (que es «excelente» según los miembros del gobierno), la mejora de las vías de comunicación terrestre, la dinamización del mercado laboral, la vertebración territorial y la reforma del Estatuto de Autonomía, admitido a trámite con un amplio respaldo en el Congreso de los Diputados.

### Asturias
Asturias celebrará sus séptimas elecciones a la Junta General del Principado de Asturias desde 1983. Durante la VI legislatura estuvo compuesta por 45 diputados: 21 del PSOE, 20 del PP y 4 de IU. Gobiernó el PSOE en coalición con Izquierda Unida.
Entre los partidos con posibilidades de entrar en la Junta se encuentran la Unión Asturianista, coalición regionalista de URAS y PAS con el expresidente Sergio Marqués Fernández como candidato y Xuan Xosé Sánchez Vicente como número dos; así como la coalición Unidá (Izquierda Asturiana-Los Verdes/Grupo Verde), de carácter nacionalista, ecologista y de izquierda. Las infraestructuras, la economía y la oficialidad del idioma asturiano serán los ejes de la campaña.

### Baleares
Baleares celebrará sus séptimas elecciones al Parlamento de las Islas Baleares desde 1983. Durante la VI legislatura gobernó Jaume Matas, del Partido Popular, con mayoría absoluta (30 diputados y 46,4%), quedando como líder de la oposición Francesc Antich (22 diputados y 24,6%), del Partido Socialista de las Islas Baleares.
En las elecciones celebradas el 27 de mayo de 2007, el Partido Popular de Jaume Matas ganó con el 46,3% de los votos y 29 escaños, aunque pierde la mayoría absoluta por un diputado. El PSIB-PSOE obtiene 23 diputados con Francesc Antich a la cabeza. Otras formaciones que obtuvieron representación fueron la coalición econacionalista Bloc per Mallorca de Gabriel Barceló, con 4 diputados, y la regionalista Unió Mallorquina de Maria Antònia Munar, con 3 escaños.
Los conservadores no consiguieron formar gobierno y, como resultado, se formó un gobierno de coalición entre socialistas, econacionalistas y regionalistas sumando 30 diputados, uno más que el PP. El 29 de junio el socialista Francesc Antich fue investido Presidente de las Islas Baleares, y la regionalista Maria Antònia Munar fue la nueva Presidenta del Parlamento de las Islas Baleares.
Después de estos sucesos inesperados, Jaume Matas, jefe de la Oposición, abandonó la política activa y la Presidencia del PP de Baleares en manos de Rosa Estaràs.

### Canarias
Canarias celebró sus séptimas elecciones al Parlamento autonómico desde 1983. El Parlamento de Canarias está compuesto por 60 diputados, distribuidos durante la VI legislatura de la siguiente forma: 23 son de Coalición Canaria (CC), 17 del PSOE, 17 del PP y 3 del FNC (coalición de partidos).
El Presidente del Gobierno de Canarias, Adán Martín, de CC, no se presentó a la reelección, siendo sustituido en la candidatura de su partido por Paulino Rivero. El PSC-PSOE, por su parte, presentó a Juan Fernando López Aguilar, ministro de Justicia en el primer Gobierno de Zapatero, mientras que el PP volvió a presentar a su líder en el archipiélago, José Manuel Soria.
El 18 de abril de 2007, el candidato y exministro socialista, López Aguilar, tuvo que admitir que gran parte su programa electoral era un plagio del que llevó al partido de reciente creación, Ciutadans, al Parlamento de Cataluña en las elecciones catalanas de 2006. Tras las disculpas, anunció la dimisión de su asesor económico, que asumió "la responsabilidad del error político cometido".
Según una encuesta de Hamalgama Métrica para el diario La Provincia, el PSC-PSOE ganaría las elecciones con el 36,74% de los votos y consiguiendo entre 24 y 25 parlamentarios, aumentando en 11 puntos su resultado en 2003 (25,80%). Estos datos ya incorporan a Juan Fernando López Aguilar como candidato del PSC-PSOE. El Partido Popular volvería a ser el segundo partido en cuanto a voto popular, alcanzando el 25,87% de los mismos y entre 15 y 16 parlamentarios. Aun así, tendría un descenso de más de 6 puntos respecto de sus resultados en 2003. Coalición Canaria sufriría una fuerte caída, pasando de primera fuerza política en voto popular a tercera. Obtendrían el 23,67% de los votos, más de 9 puntos menos que en 2003, y 18 parlamentarios.
Nueva Canarias, nuevo partido escindido de CC, aparecería en el Parlamento con el 6,05% de los votos y 2 parlamentarios. Sin embargo, el PIL y el Centro Canario (CCN) se quedarían sin representación parlamentaria al no conseguir el 6% de los votos requeridos en el conjunto del archipiélago. En principio ambas formaciones se veían favorecidas por una alianza en Lanzarote; pero finalmente la Junta Electoral Central ha estimado que los votos que reciba la candidatura conjunta por la que se presentan en esta isla (PIL-CCN) no pueden sumarse a los que reciban las listas del Centro Canario en solitario, sino que deben considerarse aparte, como votos de la lista conjunta de Lanzarote.

### Cantabria
Cantabria celebró sus séptimas elecciones al Parlamento de Cantabria desde 1983, siendo las previsiones de obtención de votos similares a los resultados de las elecciones de 2003. Mientras en el PP se manejaban encuestas según las cuales ganarían con mayoría absoluta, en los partidos que se encontraban en el gobierno regional (PSOE y PRC), se esperaba poder reeditar la alianza.[cita requerida]
Las últimas encuestas publicadas en el mes de marzo, como la publicada en el Diario Alerta, indicaban que el PP pasaría de los 18 escaños a 15-16, el PSOE mantendría sus 13 diputados y el PRC crecería desde los 8 hasta alcanzar un resultado de 10-11 escaños. En resumen, que habría un trasvase de votos del electorado más centrista del PP al PRC.
Finalmente, en estas elecciones autonómicas, de nuevo, fue solo el Partido Regionalista de Cantabria el que vio incrementado su número de escaños al pasar de 8 a 12. En contra de las previsiones los votos provinieron en su mayoría del PSOE que pasó de 13 a 10 escaños, mientras el PP perdió solo uno, de 18 a 17. Se revalidó el pacto entre socialistas y regionalistas, de manera que Miguel Ángel Revilla (PRC) volvió a ser investido presidente de Cantabria. Ambos partidos se repartieron el mismo número de consejerías, y Dolores Gorostiaga volvió a ser nombrada vicepresidenta.

### Castilla-La Mancha
Castilla-La Mancha celebrará las séptimas elecciones para renovar las Cortes de Castilla-La Mancha desde 1983. Las cortes están compuestas por 47 diputados, de los que, durante la VI legislatura, 29 pertenecieron al PSOE y 18 al PP.
José María Barreda, actual presidente, será el candidato socialista. Será la primera vez que Barreda se presente a unas elecciones, ya que es presidente porque José Bono, elegido en el 2003, abandonó el puesto para ser Ministro de Defensa. Por parte del PP, el candidato que sonaba hasta mediados de 2006, José Manuel Molina, decidió volver a presentarse a la alcaldía de Toledo. Al encontrarse el partido regional sin candidato, la cúpula nacional del PP decidió que María Dolores de Cospedal fuera su candidata para Castilla-La Mancha. Esta decisión ha provocado muchas críticas desde el PSOE, que ha calificado a de Cospedal como una "paracaidista", ya que hasta el momento de su designación no era miembro del Partido Popular regional. Por otro lado, Izquierda Unida aspira a conseguir, al menos, un diputado, ya que carecen de representación a nivel regional desde 1999. Su candidato a presidente será Cayo Lara, cabeza de lista en Albacete.

### Castilla y León
Castilla y León celebrará sus séptimas elecciones a Cortes de Castilla y León desde 1983.
Según el barómetro sociopolítico de El Norte de Castilla, el Partido Popular volvería a revalidar su mayoría absoluta en el Parlamento autonómico. Según esta encuesta, el PP conseguiría el 33,7% de los votos, 8 décimas más de los conseguidos en las elecciones de 2003. Mientras, el PSOE obtendría el 24,5% de los votos (1,4 puntos menos que en las anteriores elecciones). Izquierda Unida obtendría el 2,3% de los sufragios (5 décimas menos), por lo que volvería a quedarse fuera del parlamento. Por su parte, Unión del Pueblo Leonés conseguiría el 2,6% de los votos, mejorando en 4 décimas sus resultados en 2003.
Por otro lado, la encuesta también ofrecía una valoración de los líderes políticos de los principales partidos. El mejor valorado es el actual Presidente regional y líder del PP en Castilla y León Juan Vicente Herrera, obteniendo 4,95 puntos. Sin embargo, este dato es peor que el de un anterior sondeo, lo que le hace suspender. El líder del PSCL-PSOE, su Secretario General Ángel Villalba obtiene 4,18 puntos, empeorando también su valoración. Por último, los líderes de IU, José María González, y de UPL, Joaquín Otero, obtienen 3,85 y 3,69 puntos respectivamente, empeorando también ambos su valoración.[cita requerida]

### Extremadura
Extremadura celebrará sus séptimas elecciones a la Junta de Extremadura desde 1983. Los 65 escaños de los que consta la Junta de Extremadura están actualmente distribuidos de la siguiente forma: 36 diputados son del PSOE, 26 del PP y los 3 restantes de IU-SIEX.
Durante la VI legislatura gobernó el PSOE con mayoría absoluta, estando al frente de la presidencia Juan Carlos Rodríguez Ibarra, que ha ganado todas las elecciones autonómicas anteriores (1983, 1987, 1991, 1995, 1999 y 2003). Sin embargo, en septiembre de 2006, Ibarra hizo público que no se presentará como candidato a presidente autonómico en estas elecciones por problemas de salud, ya que en noviembre de 2005 sufrió un infarto agudo de miocardio. Su sucesor será Guillermo Fernández Vara, consejero de sanidad de la Junta, que se ha comprometido a igualar o superar el número de escaños que consiguió Ibarra en las elecciones anteriores.
Algunos de los temas tratados durante la VI legislatura en la Junta de Extremadura han sido la mejora de las infraestructuras, sobre todo en lo relacionado con la comunicación terrestre (construcción de autovías, la llegada del AVE, etc.), la seguridad ciudadana y la inmigración (se asegura que esta Comunidad recibe, en proporción, más inmigrantes que el resto). También ha destacado la continuación de las iniciativas que empezaron a tomarse en la V legislatura para promover el software libre en la Administración de Extremadura. No se ha debatido sobre la reforma del estatuto de autonomía extremeño.
Las encuestas previas a las elecciones aseguran que el PSOE mantendrá el gobierno de la comunidad, si bien solo discrepan en la obtención de la mayoría absoluta. Según una encuesta de Opiniometre para El Periódico Extremadura, el PSOE obtendría entre 32 y 33 parlamentarios (entre 13 y 14 de Cáceres y 19 de Badajoz); el PP obtendría entre 29 y 30 (entre 15 y 16 de Cáceres y 14 de Badajoz); e IU obtendría 2 parlamentarios de Badajoz y uno de Cáceres.[cita requerida]
Por otra parte, el PSOE de Extremadura dio a conocer una encuesta encargada al Instituto Opina sobre intención de voto, en diciembre de 2006, cuyos resultado son los siguientes: el PSOE obtendría 35 miembros, mientras que el PP 29 e IU solo 1. Asimismo, en lo que a valoración ciudadana se refiere, el candidato socialista, Guillermo Fernández Vara obtendría un 6,5 sobre 10, mientras que su rival, el candidato del PP Carlos Floriano obtendría un 5,2.[cita requerida]

### Madrid
Mientras que el resto de comunidades celebrarán la séptima convocatoria a elecciones autonómicas, para la Comunidad de Madrid serán las octavas elecciones a la Asamblea de Madrid. Esta diferencia se debe a que la VI legislatura concluyó a los 80 días por un caso de deserción política (caso Tamayo-Sáez) que impidió designar al Presidente de la Comunidad y que convirtió a la legislatura en la más corta de la reciente democracia española. Las séptimas elecciones se realizaron a finales de octubre de 2003.
En las anteriores elecciones autonómicas, los 111 escaños de la Asamblea de Madrid quedaron distribuidos de tal manera que 57 escaños fueron para el PP, 45 para el PSOE y 9 para IU. Gobierna el PP con mayoría absoluta, estando al frente de la presidencia Esperanza Aguirre.
De cara a las elecciones, según la última encuesta publicada en enero de 2007 y realizada por Iberconsulta, Esperanza Aguirre matendría la mayoría absoluta con diez diputados más (debido al aumento de los escaños en la asamblea por la población) y con un 53,4% de los votos. Por su parte, Rafael Simancas del PSOE, obtendría el 35,5% de los votos manteniendo los mismos 45 diputados que ya tiene y retrocediendo en casi cuatro puntos los datos de 2003. Todas las encuestas hechas hasta la fecha garantizan a IU presencia en el parlamento regional, aunque con cifras no muy superiores al 5%, y en caso de que finalmente no superaran dicho límite, quedarían fuera de la Asamblea de Madrid.

### Murcia
La Región de Murcia celebrará sus séptimas elecciones a la Asamblea Regional de Murcia desde 1983. De los resultados obtenidos en 2003, gobierna Ramón Luis Valcárcel, del PP, con mayoría absoluta (28 escaños y 56.7%). El líder del PSOE en la Región se quedó en la oposición cediendo dos escaños (16 escaños y 34%).
Según algunas encuestas publicadas en diarios de la región de Murcia, no habría cambios significativos en las elecciones de mayo de 2007.[cita requerida]

### Navarra
Navarra celebrará sus séptimas elecciones al Parlamento de Navarra desde 1983.
Unión del Pueblo Navarro (UPN) gobierna la Comunidad Foral y sus principales poblaciones desde 1995, obteniendo en los últimos comicios el 22,04% de los votos y el 37,60% en las elecciones de 2004. Para estos comicios propone la reelección del presidente navarro Miguel Sanz y tiene como objetivo no perder la mayoría con la que gobierna junto con CDN.
Nafarroa Bai, coalición de partidos vasquistas de la Comunidad Foral (EA, Aralar, PNV y Batzarre) que en la actualidad suman 8 parlamentarios, pretende superar en votos al PSN y sumar, entre abertzales y socialistas, más escaños que la coalición del gobierno actual UPN-CDN. Nafarroa Bai se fundó para participar en las elecciones generales de 2004, en las que obtuvo el 18,04% de los votos, y se presenta en el 2007 por primera vez a unas elecciones forales y municipales con Patxi Zabaleta como candidato para Navarra.
El PSN-PSOE, por su parte, ha renovado recientemente su dirección e intentará superar sus anteriores resultados.  
A estas elecciones se presentarán también IU y CDN (escisión navarra de UPN), que actualmente gobierna en coalición con UPN. La "izquierda abertzale", en su día tercera fuerza navarra, ha asegurado que también estará presente. 	 
El hecho de que se presente una nueva coalición provoca un difícil análisis de los posibles resultados, teniendo en cuenta además ciertas variables que pueden alterar la intención de voto de los ciudadanos, como son: la política antiterrorista y el fallido proceso de paz, el "efecto Zapatero", los pactos post-electorales o la incertidumbre sobre la presencia de la denominada "izquierda abertzale".

### La Rioja
La Rioja celebrará sus séptimas elecciones al Parlamento de La Rioja desde 1983. Los resultados de 2003 fueron bastante ajustados, ya que en el PP obtuvo 17 escaños, PSOE 14 y el Partido Riojano 2.
Si el PP bajara un escaño, es probable que PSOE y PR pactaran para gobernar. Además está IU, que no logró presencia tangible, aunque sí concurre a las elecciones, e incluso serían viables pactos "tripartitos" PSOE-PR-IU, ya que la prioridad de las tres fuerzas políticas es desbancar al PP del gobierno.

### Comunidad Valenciana
La Comunidad Valenciana celebrará sus séptimas elecciones a las Cortes Valencianas desde 1983. Durante la VI legislatura gobernó el PP con 48 escaños, quedando en la oposición el PSPV-PSOE con 36 y la coalición de izquierdas Esquerra Unida - L'Entesa con 5.
Para estas elecciones autonómicas y debido a la reforma del Estatuto de Autonomía, las Cortes Valencianas contaron con 99 escaños, 10 más que el parlamento anterior, por lo que la mayoría absoluta se sitúa en 50 escaños.
Antes del comienzo de la campaña electoral, y ante las acusaciones de corrupción en ayuntamientos de los dos principales partidos, el PSPV instó al PP a que ambas formaciones facilitasen una declaración de bienes patrimoniales de sus respectivos diputados autonómicos. Los populares se opusieron a la revelación de dichas declaraciones, pero los socialistas finalmente sí la publicaron.
EUPV y el Bloc se presentaron en coalición junto con Els Verds del País Valencià, Els Verds Esquerra Ecologista del País Valencià e Izquierda Republicana bajo la denominación "EU-Bloc-Verds: Compromís pel País Valencià" (CPV). 
Según una encuesta elaborada por Grup Marest para Levante-EMV el PP habría obtenido 8 escaños en las Cortes Valencianas (44,48% de los votos), el PSPV-PSOE 40 (37,57%), y CPV 11 (11,48%); según estas cifras, el PP se habría quedado a dos escaños de la mayoría absoluta, lo que hubiera permitido al PSPV-PSOE gobernar en una coalición de izquierdas. Sin embargo, encuestas internas del PP daban por segura la mayoría absoluta, mientras que las del PSPV-PSOE coincidían en que el PP perdería la mayoría absoluta, y que por tanto el PSOE gobernaría de nuevo la Generalitat con la ayuda de CPV.

### Tabla de candidatos
En esta tabla se muestran los candidatos a la presidencia de las comunidades autónomas, ordenados según los resultados obtenidos; e incluyendo también los de aquellas formaciones políticas que hubieran perdido la representación parlamentaria con la que contaban en la anterior legislatura (PIL-CCN en Canarias e IU-SIEX en Extremadura):
| Comunidad autónoma y presidente en la anterior legislatura   | Candidatos | Observaciones |
| ------------------------------------------------------------ | --- | --- |
| Aragón Marcelino Iglesias Ricou (PSOE)                       | - PSOE: Marcelino Iglesias Ricou - PP: Gustavo Alcalde Sánchez - PAR: José Ángel Biel Rivera - CHA: Chesús Bernal Bernal - IU: Adolfo Barrena Salces                 | |
| Asturias Vicente Álvarez Areces (PSOE)                       | - PSOE: Vicente Álvarez Areces - PP: Ovidio Sánchez Díaz - IU-BA-LV: Jesús Iglesias Fernández                                                                        | - La candidatura conjunta Izquierda Unida-Bloque por Asturies se presentó a las elecciones de 2003 independientemente de Los Verdes, a los que ahora integra y que no obtuvieron representación parlamentaria |
| Baleares Jaume Matas Palou (PP)                              | - PP: Jaume Matas Palou - PSIB-PSOE: Francesc Antich Oliver - Bloc per Mallorca: Gabriel Barceló Milta - UM: Maria Antònia Munar i Riutort                           | - El Partido Socialista Obrero Español se presentó a las elecciones de 2003 en la circunscripción de Ibiza independientemente de Eivissa pel Canvi e integrado en la coalición denominada Pacte Progressista, junto a Alternativa Esquerra Unida-Els Verds (entonces bajo la denominación de Esquerra Unida-Els Verds), Entesa Nacionalista i Ecologista y Esquerra Republicana de Catalunya; estas formaciones no se presentan en esta ocasión por la circunscripción de Ibiza, pero apoyan la candidatura de Ibiza por el Cambio, nueva formación constituida en 2006 - Alternativa Esquerra Unida-Els Verds (entonces bajo la denominación de Esquerra Unida-Els Verds), el Partit Socialista de Mallorca-Entesa Nacionalista y Esquerra Republicana de Catalunya, formaciones ahora integradas en el Bloc per Mallorca en la circunscripción de Mallorca, se presentaron a las elecciones de 2003 por separado en dicha circunscripción; Esquerra Republicana de Catalunya no obtuvo representación parlamentaria - El Partit Socialista de Mallorca-Entesa Nacionalista de Menorca y Els Verds de Menorca se presentaron a las elecciones de 2003 por separado en la circunscripción de Menorca; EV-ME no obtuvieron representación parlamentaria |
| Canarias Adán Martín Menis (CC)                              | - PSOE: Juan Fernando López Aguilar - CC-PNC: Paulino Rivero Baute - PP: José Manuel Soria López - CC-AHI: Belén Allende Riera - PIL-CCN: Isaac Castellano San Ginés | - Coalición Canaria y el Partido Nacionalista Canario se presentaron a las elecciones de 2003 por separado (continúan haciéndolo en la circunscripción de El Hierro, donde CC presenta candidatura conjunta con la Agrupación Herreña Independiente); el PNC se había presentado a dichas elecciones integrado en la Federación Nacionalista Canaria, sin obtener representación parlamentaria (la FNC se presentó en solitario en las circunscripciones de El Hierro, Fuerteventura, La Gomera y Tenerife; en candidatura conjunta con Unión Canaria en la de Gran Canaria; y en candidatura conjunta con el Partido de Independientes de Lanzarote en la de Lanzarote) - El Partido de Independientes de Lanzarote y Centro Canario (entonces bajo la denominación de Centro Canario Nacionalista) se presentaron a las elecciones de 2003 por separado en la circunscripción de Lanzarote; el PIL se había presentado en candidatura conjunta con la Federación Nacionalista Canaria, y CCN lo había hecho integrado en Coalición Canaria |
| Cantabria Miguel Ángel Revilla Roiz (PRC)                    | - PP: Juan Ignacio Diego Palacios - PRC: Miguel Ángel Revilla Roiz - PSOE: María Dolores Gorostiaga Saiz                                                             | |
| Castilla-La Mancha José María Barreda Fontes (PSOE)          | - PSOE: José María Barreda Fontes - PP: María Dolores de Cospedal García                                                                                             | |
| Castilla y León Juan Vicente Herrera Campo (PP)              | - PP: Juan Vicente Herrera Campo - PSOE: Ángel Villalba Álvarez - UPL: Joaquín Otero Pereira                                                                         | |
| Comunidad Valenciana Francisco Camps Ortiz (PP)              | - PP: Francisco Camps Ortiz - PSPV-PSOE: Joan Ignasi Pla Durá - CPV: Glòria Marcos i Martí                                                                           | - De las formaciones que integran Compromís pel País Valencià, Esquerra Unida del País Valencià, Els Verds del País Valencià (entonces bajo la denominación de Els Verds-Los Verdes, antes de la integración en el partido de Esquerra Verda) e Izquierda Republicana también se habían presentado conjuntamente a las elecciones de 2003, formando parte junto a Esquerra Valenciana (que ahora se ha integrado en el Bloc Nacionalista Valencià) de la coalición denominada Entesa; el Bloc Nacionalista Valencià, que se presentó a las elecciones de 2003 en candidatura conjunta con Esquerra Verda sin obtener representación parlamentaria, forma también parte de Compromís pel País Valencià; así como Els Verds-Esquerra Ecologista del País Valencià, nueva formación constituida en 2004 |
| Extremadura Juan Carlos Rodríguez Ibarra (PSOE-Progresistas) | - PSOE-Regionalistas: Guillermo Fernández Vara - PP-EU: Carlos Floriano Corrales - IU-SIEX: Víctor Casco Ruiz                                                        | - El Partido Socialista Obrero Español y Coalición Extremeña, integrantes de la candidatura conjunta PSOE-Regionalistas, se habían presentado a las elecciones de 2003 en la candidatura conjunta denominada entonces PSOE-Progresistas - El Partido Popular y Extremadura Unida se presentaron a las elecciones de 2003 por separado; Extremadura Unida no obtuvo representación parlamentaria |
| La Rioja Pedro Sanz Alonso (PP)                              | - PP: Pedro Sanz Alonso - PSOE: Juan Francisco Martínez-Aldama Sáenz - PR: Miguel González de Legarra                                                                | |
| Madrid Esperanza Aguirre Gil de Biedma (PP)                  | - PP: Esperanza Aguirre Gil de Biedma - PSOE: Rafael Simancas Simancas - IU: Inés Sabanés Nadal                                                                      | |
| Murcia Ramón Luis Valcárcel Siso (PP)                        | - PP: Ramón Luis Valcárcel Siso - PSOE: Pedro Saura García - IU-LV: José Antonio Pujante Diekmann                                                                    | - Izquierda Unida y Los Verdes se presentaron a las elecciones de 2003 por separado; Los Verdes no obtuvieron representación parlamentaria |
| Navarra Miguel Sanz Sesma (UPN-PP)                           | - UPN-PP: Miguel Sanz Sesma - Na-Bai: Patxi Zabaleta Zabaleta - PSN-PSOE: Fernando Puras Gil - CDN: Juan Cruz Alli Aranguren - IUN-NEB: Ion Erro Armendáriz          | - De las formaciones que integran Nafarroa Bai, Eusko Alkartasuna y el Partido Nacionalista Vasco se habían presentado a las elecciones de 2003 en la candidatura conjunta EA/EAJ-PNV; Aralar y Batzarre se presentaban en solitario, sin obtener esta última representación parlamentaria |

El Comité Electoral Nacional del Partido Popular, presidido por Javier Arenas, ratificó sus candidatos a presidentes autonómicos el 29 de mayo de 2006. Las comunidades autónomas en las que gobierna el PP repiten su candidato. En Cantabria, Ignacio Diego sustituye a su predecesor en el cargo, Juan José Martínez Sieso, mientras que en Castilla-La Mancha, María Dolores de Cospedal sustituye como candidata a Adolfo Suárez Illana.
Para el Partido Socialista Obrero Español, el proceso de elección de candidatos a presidentes autonómicos no comenzó hasta septiembre de 2006. En este proceso no se recurrió a elecciones primarias, sino que se aceptaron los candidatos propuestos por la dirección del partido o los aparatos regionales.

## 27-M

### Resultados electorales
En la siguiente tabla figuran los resultados electorales de las elecciones a las cámaras legislativas de las 17 comunidades autónomas:
| Comunidad autónoma, presidente y gobierno | Partido            | Votos     | %      | Diputados | +/- | Grupos parlamentarios                                               | Diputados |
| --- | ------------------ | --------- | ------ | --- | --- | ------------------------------------------------------------------- | --------- |
| Aragón 67 escaños - Presidente: Marcelino Iglesias Ricou (PSOE) - Gobierno: PSOE y PAR | PSOE               | 273.657   | 41,03% | 30 (15 por Zaragoza, 9 por Huesca y 6 por Teruel)                                                                                        | +3  | Grupo Parlamentario Socialista                                      | 30        |
| Aragón 67 escaños - Presidente: Marcelino Iglesias Ricou (PSOE) - Gobierno: PSOE y PAR | PP                 | 207.375   | 31,09% | 23 (12 por Zaragoza, 6 por Huesca y 5 por Teruel)                                                                                        | +1  | G. P. Popular                                                       | 23        |
| Aragón 67 escaños - Presidente: Marcelino Iglesias Ricou (PSOE) - Gobierno: PSOE y PAR | PAR                | 80.862    | 12,12% | 9 (4 por Zaragoza, 3 por Teruel y 2 por Huesca)                                                                                          | +1  | G. P. del Partido Aragonés                                          | 9         |
| Aragón 67 escaños - Presidente: Marcelino Iglesias Ricou (PSOE) - Gobierno: PSOE y PAR | CHA                | 54.483    | 8,17%  | 4 (3 por Zaragoza y 1 por Huesca) | -5  | G. P. Chunta Aragonesista                                           | 4         |
| Aragón 67 escaños - Presidente: Marcelino Iglesias Ricou (PSOE) - Gobierno: PSOE y PAR | IU                 | 27.457    | 4,12%  | 1 (por Zaragoza) | =   | G. P. Mixto                                                         | 1         |
| Asturias 45 escaños - Presidente: Vicente Álvarez Areces (PSOE) - Gobierno: PSOE e IU | PSOE               | 252.201   | 42,04% | 21 (15 por la circunscripción central, 3 por la circunscripción occidental y 3 por la circunscripción oriental)                          | -1  | Grupo Parlamentario Socialista                                      | 21        |
| Asturias 45 escaños - Presidente: Vicente Álvarez Areces (PSOE) - Gobierno: PSOE e IU | PP                 | 248.907   | 41,50% | 20 (15 por la circunscripción central, 3 por la circunscripción occidental y 2 por la circunscripción oriental)                          | +1  | G. P. Popular                                                       | 20        |
| Asturias 45 escaños - Presidente: Vicente Álvarez Areces (PSOE) - Gobierno: PSOE e IU | IU-BA-LV           | 58.114    | 9,69%  | 4 (por la circunscripción central) | =   | G. P. Izquierda Unida-Bloque por Asturies-Los Verdes                | 4         |
| Baleares 59 escaños - Presidente: Francesc Antich i Oliver (PSOE) - Gobierno: PSIB-PSOE, Bloc per Mallorca y UM (2007-2010) PSIB-PSOE y Bloc per Mallorca (en minoría) (2010-2011)                                                      | PP                 | 192.517   | 46,37% | 29 (16 por Mallorca, 6 por Menorca y 6 por Ibiza)                                                                                        | -1  | Grupo Parlamentario Popular                                         | 29        |
| Baleares 59 escaños - Presidente: Francesc Antich i Oliver (PSOE) - Gobierno: PSIB-PSOE, Bloc per Mallorca y UM (2007-2010) PSIB-PSOE y Bloc per Mallorca (en minoría) (2010-2011)                                                      | PSIB-PSOE          | 113.139   | 31,75% | 23 (11 por Mallorca, 6 por Menorca y 6 por Ibiza)                                                                                        | +1  | Grupo Parlamentario Socialista                                      | 23        |
| Baleares 59 escaños - Presidente: Francesc Antich i Oliver (PSOE) - Gobierno: PSIB-PSOE, Bloc per Mallorca y UM (2007-2010) PSIB-PSOE y Bloc per Mallorca (en minoría) (2010-2011)                                                      | Bloc per Mallorca  | 41.455    | 9,8%   | 4 (3 por Mallorca y 1 por Menorca) | =   | Grupo Parlamentario Econacionalista                                 | 4         |
| Baleares 59 escaños - Presidente: Francesc Antich i Oliver (PSOE) - Gobierno: PSIB-PSOE, Bloc per Mallorca y UM (2007-2010) PSIB-PSOE y Bloc per Mallorca (en minoría) (2010-2011)                                                      | UM                 | 28.082    | 6,75%  | 3 (por Mallorca) | =   | Grupo Parlamentario Regionalista                                    | 3         |
| Canarias 60 escaños - Presidente: Paulino Rivero Baute (CC) - Gobierno: CC y PP | PSOE               | 318.030   | 34,72% | 26 (7 por Gran Canaria, 5 por Tenerife, 4 por Lanzarote, 3 por La Palma, 3 por Fuerteventura, 3 por La Gomera y 1 por El Hierro)         | +9  | Grupo Parlamentario Socialista Canario                              | 26        |
| Canarias 60 escaños - Presidente: Paulino Rivero Baute (CC) - Gobierno: CC y PP | CC-PNC             | 211.518   | 23,09% | 17 (7 por Tenerife, 4 por La Palma, 2 por Fuerteventura, 2 por Lanzarote, 1 por Gran Canaria y 1 por La Gomera)                          | -4  | G. P. Coalición Canaria                                             | 19        |
| Canarias 60 escaños - Presidente: Paulino Rivero Baute (CC) - Gobierno: CC y PP | CC-AHI             | 2.468     | 0,27%  | 2 (por El Hierro) | =   | G. P. Coalición Canaria                                             | 19        |
| Canarias 60 escaños - Presidente: Paulino Rivero Baute (CC) - Gobierno: CC y PP | PP                 | 223.165   | 24,37% | 15 (7 por Gran Canaria, 3 por Tenerife, 2 por Lanzarote, 2 por Fuerteventura y 1 por La Palma)                                           | -2  | G. P. Popular                                                       | 15        |
| Canarias 60 escaños - Presidente: Paulino Rivero Baute (CC) - Gobierno: CC y PP | PIL-CCN            | 9.771     | 1,07%  | --- | -3  | ---                                                                 | ---       |
| Cantabria 39 escaños - Presidente: Miguel Ángel Revilla Roiz (PRC) - Gobierno: PRC y PSOE | PP                 | 141.926   | 41,52% | 17 | -1  | Grupo Parlamentario Popular                                         | 17        |
| Cantabria 39 escaños - Presidente: Miguel Ángel Revilla Roiz (PRC) - Gobierno: PRC y PSOE | PRC                | 98.702    | 28,87% | 12 | +4  | G. P. Regionalista                                                  | 12        |
| Cantabria 39 escaños - Presidente: Miguel Ángel Revilla Roiz (PRC) - Gobierno: PRC y PSOE | PSOE               | 83.163    | 24,33% | 10 | -3  | G. P. Socialista                                                    | 10        |
| Castilla-La Mancha 47 escaños - Presidente: José María Barreda Fontes (PSOE) - Gobierno: PSOE | PSOE               | 570.100   | 51,92% | 26 (7 por Ciudad Real, 6 por Toledo, 6 por Albacete, 4 por Cuenca y 3 por Guadalajara)                                                   | -3  | Grupo Parlamentario Socialista                                      | 26        |
| Castilla-La Mancha 47 escaños - Presidente: José María Barreda Fontes (PSOE) - Gobierno: PSOE | PP                 | 466.153   | 42,45% | 21 (5 por Toledo, 4 por Ciudad Real, 4 por Albacete, 4 por Cuenca y 4 por Guadalajara)                                                   | +3  | G. P. Popular                                                       | 21        |
| Castilla y León 83 escaños (Uno más que en las elecciones de 2003, correspondiente a la circunscripción de Valladolid) - Presidente: Juan Vicente Herrera Campo (PP) - Gobierno: PP                                                     | PP                 | 738.413   | 49,41% | 48 (8 por Valladolid, 7 por Salamanca, 7 por Burgos, 6 por León, 5 por Ávila, 4 por Zamora, 4 por Palencia, 4 por Segovia y 3 por Soria) | =   | Grupo Parlamentario Popular                                         | 48        |
| Castilla y León 83 escaños (Uno más que en las elecciones de 2003, correspondiente a la circunscripción de Valladolid) - Presidente: Juan Vicente Herrera Campo (PP) - Gobierno: PP                                                     | PSOE               | 560.276   | 37,49% | 33 (7 por Valladolid, 6 por León, 4 por Salamanca, 4 por Burgos, 3 por Palencia, 3 por Zamora, 2 por Segovia, 2 por Ávila y 2 por Soria) | +1  | G. P. Socialista                                                    | 33        |
| Castilla y León 83 escaños (Uno más que en las elecciones de 2003, correspondiente a la circunscripción de Valladolid) - Presidente: Juan Vicente Herrera Campo (PP) - Gobierno: PP                                                     | UPL                | 40.982    | 2,74%  | 2 (por León) | =   | G. P. Mixto                                                         | 2         |
| Comunidad Valenciana 99 escaños (10 más que en las elecciones de 2003, de los cuales 5 corresponden a la circunscripción de Alicante, 4 a la de Valencia y 1 a la de Castellón) - Presidente: Francisco Camps Ortiz (PP) - Gobierno: PP | PP                 | 1.277.458 | 52,52% | 54 (23 por Valencia, 19 por Alicante y 12 por Castellón)                                                                                 | +6  | Grupo Parlamentario Popular                                         | 54        |
| Comunidad Valenciana 99 escaños (10 más que en las elecciones de 2003, de los cuales 5 corresponden a la circunscripción de Alicante, 4 a la de Valencia y 1 a la de Castellón) - Presidente: Francisco Camps Ortiz (PP) - Gobierno: PP | PSPV-PSOE          | 838.987   | 34,49% | 38 (14 por Valencia, 14 por Alicante y 10 por Castellón)                                                                                 | +3  | G. P. Socialista                                                    | 38        |
| Comunidad Valenciana 99 escaños (10 más que en las elecciones de 2003, de los cuales 5 corresponden a la circunscripción de Alicante, 4 a la de Valencia y 1 a la de Castellón) - Presidente: Francisco Camps Ortiz (PP) - Gobierno: PP | CPV                | 195.116   | 8,02%  | 7 (3 por Valencia, 2 por Alicante y 2 por Castellón)                                                                                     | +1  | G. P. Esquerra Unida-Bloc-Els Verds del País Valencià-IR: Compromís | 7         |
| Extremadura 65 escaños - Presidente: Guillermo Fernández Vara (PSOE-Regionalistas) - Gobierno: PSOE-Regionalistas | PSOE-Regionalistas | 349.072   | 52,9%  | 38 (21 por Badajoz y 17 por Cáceres) | +2  | Grupo Parlamentario Socialista (PSOE-Regionalistas)                 | 38        |
| Extremadura 65 escaños - Presidente: Guillermo Fernández Vara (PSOE-Regionalistas) - Gobierno: PSOE-Regionalistas | PP-EU              | 255.957   | 38,79% | 27 (14 por Badajoz y 13 por Cáceres) | +1  | G. P. Popular (PP-EU)                                               | 27        |
| Extremadura 65 escaños - Presidente: Guillermo Fernández Vara (PSOE-Regionalistas) - Gobierno: PSOE-Regionalistas | IU-SIEX            | 29.722    | 4,5%   | --- | -3  | ---                                                                 | ---       |
| La Rioja 33 escaños - Presidente: Pedro Sanz Alonso (PP) - Gobierno: PP | PP                 | 83.037    | 48,74% | 17 | =   |                                                                     |           |
| La Rioja 33 escaños - Presidente: Pedro Sanz Alonso (PP) - Gobierno: PP | PSOE               | 68.958    | 40,47% | 14 | =   |                                                                     |           |
| La Rioja 33 escaños - Presidente: Pedro Sanz Alonso (PP) - Gobierno: PP | PR                 | 10.135    | 5,95%  | 2 | =   |                                                                     |           |
| Madrid 120 escaños (9 más que en las elecciones de 2003) - Presidente: Esperanza Aguirre Gil de Biedma (PP) - Gobierno: PP | PP                 | 1.577.926 | 53,3%  | 67 | +10 |                                                                     |           |
| Madrid 120 escaños (9 más que en las elecciones de 2003) - Presidente: Esperanza Aguirre Gil de Biedma (PP) - Gobierno: PP | PSOE               | 990.473   | 33,46% | 42 | -3  |                                                                     |           |
| Madrid 120 escaños (9 más que en las elecciones de 2003) - Presidente: Esperanza Aguirre Gil de Biedma (PP) - Gobierno: PP | IU                 | 263.306   | 8,89%  | 11 | +2  |                                                                     |           |
| Murcia 45 escaños - Presidente: Ramón Luis Valcárcel Siso (PP) - Gobierno: PP | PP                 | 377.476   | 58,49% | 29 | +1  |                                                                     |           |
| Murcia 45 escaños - Presidente: Ramón Luis Valcárcel Siso (PP) - Gobierno: PP | PSOE               | 205.312   | 31,81% | 15 | -1  |                                                                     |           |
| Murcia 45 escaños - Presidente: Ramón Luis Valcárcel Siso (PP) - Gobierno: PP | IU-LV              | 40.297    | 6,24%  | 1 | =   |                                                                     |           |
| Navarra 50 escaños - Presidente: Miguel Sanz Sesma (UPN-PP) - Gobierno: UPN-PP y CDN (en minoría) | UPN-PP             | 138.031   | 42,2%  | 22 | -1  |                                                                     |           |
| Navarra 50 escaños - Presidente: Miguel Sanz Sesma (UPN-PP) - Gobierno: UPN-PP y CDN (en minoría) | Na-Bai             | 77.625    | 23,7%  | 12 | +4  |                                                                     |           |
| Navarra 50 escaños - Presidente: Miguel Sanz Sesma (UPN-PP) - Gobierno: UPN-PP y CDN (en minoría) | PSN-PSOE           | 73.135    | 22,4%  | 12 | +1  |                                                                     |           |
| Navarra 50 escaños - Presidente: Miguel Sanz Sesma (UPN-PP) - Gobierno: UPN-PP y CDN (en minoría) | CDN                | 14.259    | 4,4%   | 2 | -2  |                                                                     |           |
| Navarra 50 escaños - Presidente: Miguel Sanz Sesma (UPN-PP) - Gobierno: UPN-PP y CDN (en minoría) | IUN-NEB            | 14.244    | 4,4%   | 2 | -2  |                                                                     |           |

### Sitios oficiales de las comunidades autónomas
- Sitio oficial de las elecciones a las Cortes Valencianas

### Especiales en prensa
- Especial en El País
- Especial en El Mundo

### Otros enlaces
- Procesos electorales celebrados en España, ordenados por tipo y fecha, en la página del Ministerio del Interior.

- Datos: Q8774410